# 上田交通デハ3300形電車
- 東急3300系電車 > 上田交通デハ3300形電車
- 東急3000系電車 (初代) > 上田交通デハ3300形電車
- 東急3600系電車 > 上田交通デハ3300形電車

上田交通デハ3300形電車（うえだこうつうデハ3300がたでんしゃ）は、上田交通が同社の親会社である東京急行電鉄より中古車両を譲り受けて導入した電車（制御電動車）である。
本項では、デハ3300形と編成を組成するため同時に譲り受けた制御車クハ3660形電車、および後年クハ3660形の代替を目的として導入されたクハ3770形電車についても併せて記述する。

## 概要
別所線における朝の多客時間帯の輸送力増強を目的として、東京急行電鉄において1975年（昭和50年）3月27日付で廃車となったデハ3300形3310・クハ3660形3661の2両を原形式・原番号のまま導入した。同2両は東京急行電鉄における車籍は抹消されていたものの、所有者は東京急行電鉄のまま変わっておらず、貸与（同年12月26日付認可）の形で導入された。
デハ3300形3310は木造省電の払い下げ車の鋼体化名義で1943年（昭和16年）に川崎車輌（現・川崎重工業）において、種車の台枠を流用して3扉構造の半鋼製車体を新製した車両である。一方、クハ3660形3661は戦災車両の復旧名義で1947年（昭和22年）に川崎車輌において新製された、デハ3300形に類似した3扉構造の半鋼製車体を備える車両である。いずれも全長16m弱の小型車であり、より車体の経年の高いデハ3450形などの各形式に先んじて廃車となったものであった。
導入に際しては、東京急行電鉄の鉄道路線の架線電圧が直流1,500V仕様であったのに対し、別所線は同750V仕様であったことから、主回路の一部改造など降圧改造が実施されたが、その他は東京急行電鉄在籍当時のまま竣功し、車体塗装についても同様にライトグリーン1色塗りのままとされた。
デハ3310・クハ3661は1979年（昭和54年）3月9日付で正式譲渡され、名実ともに上田交通の保有する車両となった。

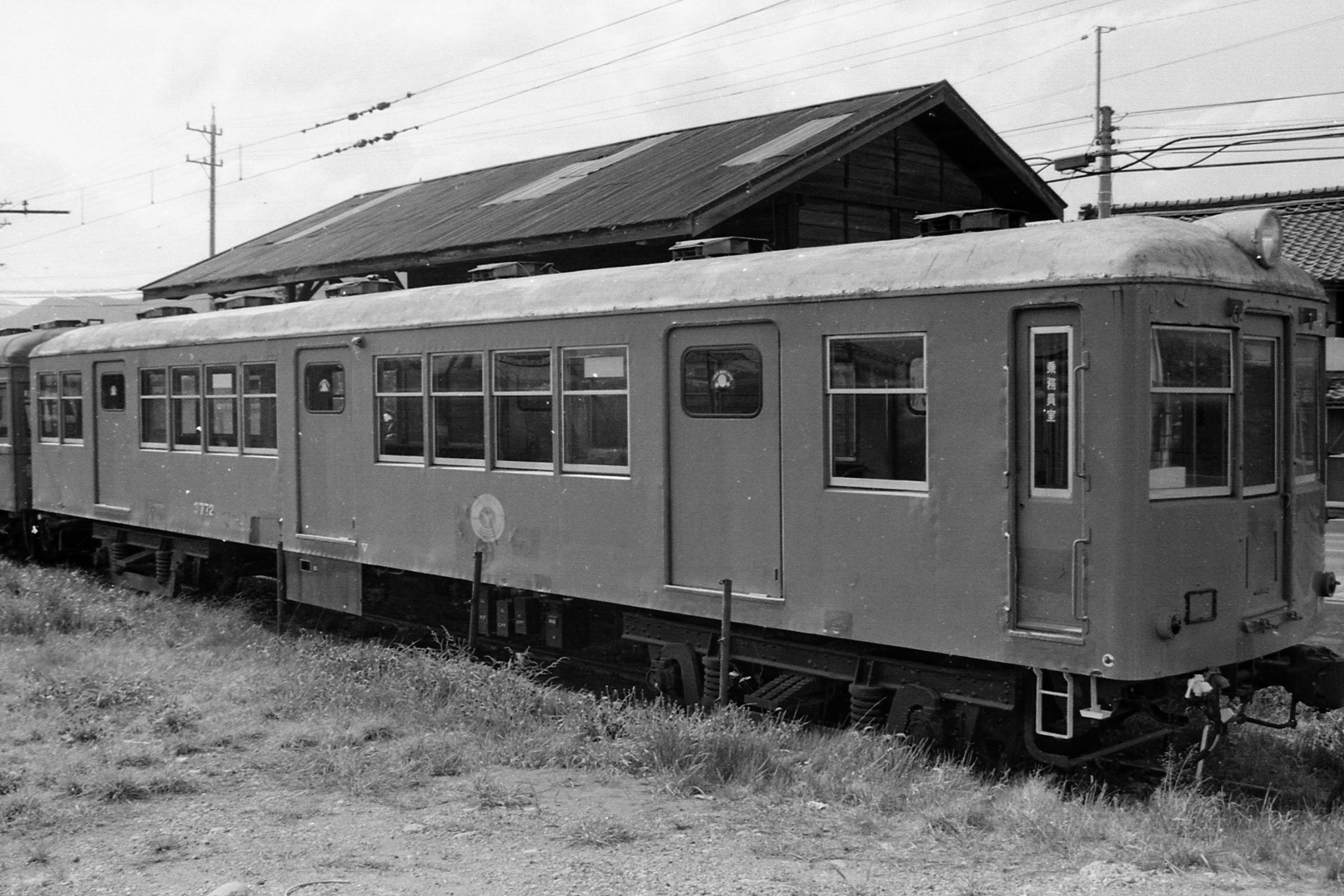
クハ3772

その後、老朽化が進行したクハ3661の代替を目的として、同じく東京急行電鉄よりクハ3770形3772を1983年（昭和58年）10月31日付認可で譲り受け、同年11月15日より運用を開始した。クハ3772は、終戦直後の混乱期に国有鉄道（国鉄）より東京急行電鉄へ払い下げられた戦災国電復旧車を種車とする車両のうち、1960年（昭和35年）以降に東横車輛において車体新製による更新工事を実施したグループに属し、全鋼製のノーシル・ノーヘッダー構造の車体を特徴とした。
編成組替が実施されたのちはデハ3310・クハ3772で常時2両編成を組成して朝の多客時間帯に限定運用され、1986年（昭和61年）10月1日に実施された別所線の架線電圧1,500V昇圧時まで在籍した。

## 車体
デハ3300形は全長15,900mmの、クハ3660形は同15,840mmのそれぞれ半鋼製車体を備える。平妻形状の前面3枚窓仕様・片側3箇所設けられた1,000mm幅の片開客用扉・客用扉間に上段固定下段上昇式の二段窓を4枚備えるd1D4D4D2（d：乗務員扉、D：客用扉、各数値は側窓の枚数）の側面窓配置など、両形式は外観上の類似点を多く備える。
ただし、窓の上下寸法がデハ3300形が850mmであるのに対しクハ3660形は950mmであること、デハ3300形が前面非貫通構造であるのに対しクハ3660形は前面に貫通扉を備える貫通構造であることなどが異なる。
クハ3770形は全長17,840mmの全鋼製構体を備える。前述した2形式と同じく側面窓配置d1D4D4D2の片運転台車であるが、本形式は前述の通り窓の上下の補強帯（ウィンドウシル・ヘッダー）を省略したノーシル・ノーヘッダー構造であった。また、東京急行電鉄在籍当時に実施された客用扉の交換により、客用扉窓の下辺が通常の扉よりも高い位置に設けられた小窓仕様であった点が特徴である。
車内は各形式ともロングシート仕様である。

## 主要機器
以下、特筆なき限りデハ3300形が搭載する主要機器について記述する。
制御装置は日立製作所製の電動カム軸式自動加速制御器MMC-H-200AR2を搭載する。
主電動機は三菱電機製の直流直巻電動機MB-304-AR（端子電圧750V時定格出力75kW）を1両当たり4基搭載する。駆動方式は吊り掛け式、歯車比は3.04で、定格速度は61.4km/hと比較的高速寄りの設定であるが、その代償として定格引張力は1,720kgfと非力であった。
台車はデハ3300形・クハ3660形がTR10を、クハ3770形がTR11を装着する。いずれも鉄道省制式の釣り合い梁式台車である。
制動装置はM三動弁を使用した、AMM（デハ3300形）およびACM（クハ3660形・クハ3770形）と呼称される自動空気ブレーキを採用する。

## 運用
前述の通り、当初は貸与の形で導入されたデハ3300形3310・クハ3660形3661は1975年（昭和50年）12月26日より運用を開始した。紺とクリームの2色塗りが標準車体塗装とされた上田交通においてライトグリーン1色塗りの2両は目立つ存在であり、その車体塗装から「グリーン車」と利用者から呼称された。なお、同2両は40‰の上り急勾配区間が別所温泉駅手前に存在する中塩田 - 別所温泉間には入線せず、朝方に上田 - 中塩田間を1往復する限定運用に専従した。
なお、当時の上田交通には東急デハ3300形と同形の付随車として製造された東急サハ3350形を譲り受けた車両であるサハ60形が在籍していたが、両者が編成を組成する機会はなかった。
1979年（昭和54年）に正式譲渡されたのち、デハ3310について従来の連結面側妻面に運転台を増設して両運転台構造とする改造が実施され、車両定員は従来の130人（座席44人）から115人（座席40人）に減少した。増設された運転台側の側面外観は、運転台部分の側窓を一枚窓構造としたのみで、乗務員扉の増設は行われなかった。尚、両運化改造後はまれに単行で別所温泉まで運行されることもあった。
その後、戦後間もない混乱期に製造されたクハ3661の老朽化が著しくなったことから、前述の通りクハ3770形3772を新たに譲り受けて代替し、クハ3661は1983年（昭和58年）10月7日付で廃車となった。ただし、東急時代にクハ3661は上り向き、クハ3772は下り向きだったため、3772の入線の際は連結栓の改造を必要とした。
デハ3310・クハ3772で編成を組成されるようになった後も、前述した1日1往復の限定運用に充当された同2両は、1986年（昭和61年）9月30日の別所線架線電圧昇圧前日まで運用され、昇圧当日の同年10月1日付で2両とも廃車となった。
なお、別所線の沿線自治体である上田市の別所線存続運動プロジェクトチーム「アイプロジェクト」において用いられるキャラクターのうち、「みどりくん」はデハ3310をモデルとして考案されたものである。